# Microsoft Outlook Hotmail Connector
Microsoft Outlook Hotmail Connector (anteriormente Microsoft Office Outlook Connector) es un complemento gratuito para Microsoft Outlook que permite a los usuarios acceder a Hotmail u Office Live Mail a través de Microsoft Outlook.
Con este complemento, se pueden acceder a mensajes de correo electrónico y contactos en cualquier cuenta de Hotmail gratuitamente. En la versión 12, acceso a las tareas y notas y sincronización en línea con MSN Calendar sólo está disponible para los suscriptores MSN de cuentas premium pagada.
Versión 12.1 fue lanzado en diciembre de 2008 como una actualización opcional. Versión 12.1 utiliza Hotmail Calendar en lugar de MSN Calendar. Esto también significaba que las características de calendario pasó a ser gratuita para todos los usuarios. En abril de 2008, versión 12.1 se convirtió en una actualización necesaria para continuar utilizando el servicio como parte de una migración de MSN Calendar a Hotmail Calendar.
Outlook Connector sólo funciona con Outlook 2003, 2007 y 2010 en Windows XP, Windows Vista o Windows 7.
Outlook Connector utiliza DeltaSync, un protocolo de comunicaciones propietario de Microsoft.